# Issey Nakajima-Farran
Issey Morgan Nakajima-Farran (* 16. Mai 1984 in Calgary, Alberta) ist ein kanadischer ehemaliger Fußballspieler.

## Karriere

### Verein
Nakajima-Farran wurde 1984 im kanadischen Calgary geboren und zog mit seiner Familie 1987 nach Japan. Dort begann er mit dem Fußballspiel, dem er auch nach dem Umzug nach London im Jahr 1994 weiterhin nachging. Im Alter von 16 Jahren entschied er sich, ohne seine Eltern zurück nach Japan zu gehen, um eine Karriere als Profifußballer anzustreben. Von 2000 bis 2002 spielte er im Jugendteam von Tokyo Verdy, bevor er 2003 einen Profivertrag bei Albirex Niigata erhielt. In seiner ersten Saison im Profibereich blieb Nakajima-Farran ohne Einsatz und nahm anschließend die Möglichkeit wahr, ab 2004 in Singapur in der S. League für das vereinseigene Nachwuchsteam Albirex Niigata zu spielen. Nach zwölf Toren in seiner ersten Saison steigerte der Offensivspieler in seinem zweiten Jahr seine Torausbeute auf 14 Treffer und wurde ligaintern als bester Nachwuchsspieler des Jahres 2005 ausgezeichnet. Zudem repräsentierte er den singapurischen Fußballverband in einem Spiel gegen die U-23-Auswahl Japans, in dem er bei einem 2:2-Unentschieden einen Treffer erzielte und den zweiten vorbereitete. Trotz seiner Leistungen in Singapur wollte sein japanischer Stammverein ihn weiterhin im Nachwuchsteam in Singapur belassen, woraufhin Nakajima-Farran zurück nach Europa ging.
Nach Probetrainings bei den englischen Klubs FC Portsmouth und FC Reading unterschrieb er schließlich Anfang 2006 einen Vertrag beim dänischen Zweitligisten Vejle BK, der dortige Trainer Kim Poulsen war zuvor als Trainer in der S. League tätig gewesen. Am Ende der Saison 2006/07 stieg er mit Vejle in die höchste dänische Spielklasse auf. Nach dem direkten Wiederabstieg verließ er Vejle und blieb durch seinen Wechsel zum FC Nordsjælland weiterhin in der ersten Liga. Nachdem in seiner zweiten Saison bei Nordsjælland Einsätze zunehmend seltener geworden waren und auch für die Saison 2009/10 wenig Aussicht auf Besserung bestanden hatte, wechselte er Ende August kurz vor Transferschluss in die zweite dänische Liga zum AC Horsens, der zudem seinen Bruder Paris Nakajima-Farran verpflichtete. Mit Horsens stieg er 2010 in die dänische Superliga auf und schaffte in der Spielzeit 2010/11 den Klassenerhalt. Kurz nach Beginn der Saison 2011/12 löste er seinen Vertrag mit Horsens auf und wechselte Ende August 2011 zum amtierenden australischen Meister Brisbane Roar.
Nach nur einer Saison bei Brisbane, in der ihm in 23 Spielen vier Tore gelangen, zog es Nakajima-Farran mit Beginn zur Saison 2012/13 zum AEK Larnaka nach Zypern. Für AEK lief er bis zur Winterpause zehn Mal auf und erzielte dabei ein Tor. Im Januar 2013 wurde er für den Rest der Saison an Alki Larnaka ausgeliehen, für die er 15 Einsätze (drei Tore) absolvierte.
Anfang 2013 wechselte er erneut den Kontinent, indem er in die Major League Soccer zum kanadischen Verein Toronto FC wechselte. Für Toronto gelangen Nakajima-Farran in fünf Spielen zwei Tore. Anschließend wechselte er am 16. Mai 2014 im Tausch gegen Collen Warner und eine Ablösesumme zum Ligakonkurrenten Montreal Impact.

### Nationalmannschaft
Nakajima-Farran hatte sich zunächst Hoffnungen auf eine Berücksichtigung durch den japanischen Verband gemacht und war aufgrund seines Lebenslaufs auch für die britischen Fußballverbände und Singapur spielberechtigt, entschied sich schließlich aber für eine Karriere im kanadischen Nationalteam. Sein Länderspieldebüt gab er am 15. November 2006 bei einer 0:1-Niederlage in einem Freundschaftsspiel gegen Ungarn. Im Juni 2007 gehörte er zum kanadischen Aufgebot beim CONCACAF Gold Cup in den USA und kam zu drei Teileinsätzen, als das kanadische Team bis ins Halbfinale vorstieß. In der Folge gehörte er regelmäßig zum Nationalkader, so auch beim CONCACAF Gold Cup 2009, als er es beim Erreichen des Viertelfinals allerdings nur zu einem Kurzeinsatz brachte.

## Auszeichnungen
Singapore Premier League
- Nachwuchsspieler des Jahres: 2005